# 直流給電
直流給電（ちょくりゅうきゅうでん）とは、電気製品への電源用電力の供給を直流によって行なうことである。屋内配線の直流化を意味しており、電力会社の送電網や電柱によって配電される系統電力を直流化することとは異なる。

## 概説
電気製品の多くが内部は直流で動作するようになり、交流電源による電力消費の無駄を省ける可能性があるため、2009年（平成21年）現在、日本国内では直流給電の利点が主張され、今後の標準化が検討・模索されている。
一方で、日本を含む世界の主要IT関連企業により構成される「The Green Grid」が発表したホワイトペーパー（白書）「データセンターの配電構成に関する定量的効率分析」においては、「大半の負荷範囲においてACおよびDCの配電効率の差は1 % - 2 %の範囲内にあり、ダブルコンバージョン（二重変換）480 Vac - 208 Vacに対して2 % - 3 %優れているにすぎない」と記載されており、日本における大幅な省エネへの期待とは対照的である。
国内において主張される大幅な省エネ効果と、ホワイトペーパーにおいて多数の実測データをもとに検証された省エネ効果に大きな開きがある理由は明確ではないが、ホワイトペーパーにおける、直流、交流給電の全ての構成において「最適化された実装形態をもつデータセンターの効率は、10年前の一般的なデータセンターに比べて約25 %高い」との記載から、効率化の比較においては比較対象の年式が大きな影響を与えることには留意する必要がある。

## 採用分野
2009年（平成21年）現在、直流給電の普及が進められている分野にデータセンターがある。また、データセンターに続いて工場での導入も見込まれ、近い将来の導入分野として家庭での採用が求められている。将来的にはオフィスや商業店舗等での採用も見込まれている。

### データセンター
ネットワークを経由した情報処理の為のサーバー装置をはじめとする各種のIT装置を高密度で集積したデータセンターでは、2009年初頭現在でも、これらの機器への給電に交流が使用され、内部では交流と直流の間で何度も変換を繰り返す構成になっている。これは、たとえ瞬断であっても直ちに情報処理サービスに支障が起こるため、系統電力からの交流は一度、無停電電源装置 (uninterruptible power supply, UPS) に供給され、UPS内部で交流 - 直流変換によって蓄電池を充電しながら同時にその直流出力で直流 - 交流変換を行なってから情報機器へ電源供給する構成を取ることで、系統電力などの停電や電圧低下に備えていることが原因である。多くの場合、交流と直流の間の変換効率は80 %程度しかなく、1段階の変換の度に20 %前後の電力エネルギーが熱となって排出される。変換時に排出される熱は、データセンターの空調機によって冷却されるため、この消費電力分も無駄となっている。
こういった最低でも3段階の変換を系統電力からの1段階だけに留めて、UPSへの給電を含むデータセンター内部での全ての給電を直流のみで行い、無駄な電力の消費を減らすようにする動きが始まっている。具体的には、系統電力からの交流を1度だけ48 Vの直流へと変換した後はUPSや情報機器への電源をすべて48 Vの直流だけで賄うようにすることで、データセンターの消費電力を14 - 20 %程度削減できるとの意見もあるが、この数字はThe Green Gridのホワイトペーパーと比較して大きな開きがあることは否めない。

### 家庭
家庭においても直流給電が求められる可能性がある。近い将来、各家庭においても太陽電池や燃料電池、都市ガスによるコジェネレーション発電システムが導入されるようになると、直流と交流間のエネルギー変換による無駄が目立つようになると考えられる。現在試験的に導入されているような自宅で発電された直流をパワーコンディショナと呼ばれる系統電力に電圧や位相を合わせる装置によって一度、交流へ変換してから、家庭内の各部屋へ供給する方式のままでは、蓄電池への充放電のために交流と直流の変換損失が生じてしまい、大きな無駄がある。
家庭内の電気製品をすべて直流給電によって賄えるようにすれば、各電気製品での交流 - 直流変換の回路が省けてコストや容積、故障を減らせ、系統電力からの1ヶ所の直流 - 交流変換装置の変換効率を高めるだけでエネルギー損失を大きく減らせる。変換時の放熱が減れば、夏場の空調にかかる損失も減らすことができる。

## 課題

### 電圧
給電の電圧がある程度高くないと電流が増して抵抗損失によるエネルギーロスが大きくなる。また電流を増やすために給電用の電線を太くしなければならない。給電電圧が高いとアーク放電が生じやすくなるが、直流では一度生じたアークは消えにくいため火事の原因となる危険が高まる。交流では直流と異なり周期的に0Vの電位があるためアークは切れやすいが、直流では常に一定電圧がかかるので一度流れ出したら他の条件が変わらない限りアークは切れない。また給電電圧が高いと感電時の危険も高まる。
2009年現在、データセンターでの給電電圧は国際的にも48Vであるが300 - 400Vにする考えもある。NTTデータでは360Vと380Vでの実証実験を開始する。家庭での給電電圧は国際的な規制のない60V以下の電圧であれば当初問題とはならず、48Vか24Vで開始されるかも知れないが、消費電力の大きなエアコンや加熱調理機器には数十Aの大きな電流を扱うことになり、太い電線の問題や感電時や短絡時の安全性の確保が難しい。パナソニック電工ではLED照明などの低消費電力向けの48Vの直流配電と従来の交流配電をハイブリッドにした給電盤を2010年には実用化する計画である。

### 標準化
2009年現在の電気製品は各国ごとに異なるものの、100Vや220Vといった一定の交流電圧による電源電圧が規定されているように、産業用や家庭用の直流給電を実現させる為には、直流による電源電圧が標準化される必要がある。

#### データセンター
すでに一部のデータセンターで開始された直流給電の48Vという電源電圧が、今後そのまま標準化される見込みは薄い。低い電圧による電流の増大は抵抗損失による消費電力の増大を招き、抵抗を低くするためには配線を太くする必要があるためである。NTTファシリティーズ、NTT環境エネルギー研究所、NTTデータ、日立製作所、グリーンIT推進協議会、米Climate Savers Computing Initiative、The Green Grid、米Dell、米IBM、米インテル、米Google、米HPといった企業や団体が電圧を300 - 400Vに高めたHVDC (high voltage direct current) 直流給電システムの開発や標準化に向けた話し合いを始めている。360V・380V・400Vといった異なる電圧を推す企業や団体があり、標準化は進んでいない。

#### 住宅用
住宅用の直流給電の標準化案は12V・24V・48Vの3つの候補に分かれている。NTTが推す48Vはすでに電話交換機で実績があり電力効率も優れるが、家庭内で使うには感電時の危険があるという意見がある。12Vと24Vは自動車の車内用機器がそのまま使用できるが、電力消費量がやや多いデスクトップパソコンやテレビといった機器への給電は難しくなる。ただ、パソコンに関しては既に電力消費の少ないノートパソコンが主流となっており、テレビに関しても将来は低消費電力化が進むので24Vでも問題はないという意見もある。12Vや24Vだけでなく48VでもエアコンやIH調理器の電源には消費電力が大きすぎて使えない。こういった機器には現在の100Vや220Vといった交流給電を併用することも検討されるが、データセンターや工場へ導入が検討されている400V程度のHVDCを併用使用することも考えられる。

## 技術

### 感電対策
NTTデータイーエックステクノは、給電電圧380Vの中点を0Vとして、+190Vと-190Vの直流を配線に流すことを考えている。+190Vと中点0Vの間と-190Vの中点0Vの間はそれぞれ47kΩの高抵抗で接続して0Vを接地することで、人体が+190Vか-190Vのいずれかの配線に誤って触れても、人体の抵抗値kΩと想定して6.9mAとヒトに危害を与えない小さな電流だけが流れるとしている。

### 共通ACアダプタ
Green Plug社は、住宅内の壁面に埋め込むことで4 - 24V程度の直流電源を供給する共通ACアダプタを提案している。PFCを含む交流 - 直流変換回路で系統電力からの交流を24Vの直流へ変換して、4組程の出力端子に向けた4 - 24V程度の可変電圧の直流電源を供給する。1組の出力は正電位端子、接地電位端子、シリアル通信端子の3端子からなり、出力電圧は電子機器と通信して共通ACアダプタ内部の直流 - 直流変換回路を制御することで調整される。

## 歴史
NTTでは60年も前の電電公社の時代から、電話交換機の給電には-48Vが使用されてきた。それ以降の長い間、直流給電はNTTの他ではほとんど行なわれなかった。
2000年代になって地球温暖化のような環境意識の高まりと共に、本格的に建設と導入が進んだデータセンター内での消費電力の予想以上の高まりによって機器を納めるラックには空きがあるのに電源供給能力や空調能力の限界で機器が増設できなくなるという事態が生じはじめた為に、消費電力と発熱量を低減できる直流給電の導入が現実的に検討されるようになった。